# Llista de monuments d'Alaior
Llista de monuments d'Alaior catalogats pel consell insular de Menorca com a Béns d'Interès Cultural en la categoria de monuments pel seu interès històric, artístic, arquitectònic, arqueològic, històric-industrial, etnològic, social, científic o tècnic.
| Monument                                             | Tipus                                   | Localització                                         | Coordenades                                          | Codi?         | Imatge |
| ---------------------------------------------------- | --------------------------------------- | ---------------------------------------------------- | ---------------------------------------------------- | ------------- | --- |
| Claustre del Convent de Sant Diego, Pati de sa Lluna | BIC: ALA-A01 Ed. religiosos             | Alaior                                               | 39° 56′ 01″ N, 4° 08′ 28″ E / 39.933599°N,4.141174°E | RI-51-0007087 | Claustre del Convent de Sant Diego (Alaior) · Vegeu més fotos d'aquest monument · Carregueu una nova foto d'aquest monument           |
| Cases Consistorials d'Alaior                         | BIC: ALA-A02                            | Alaior                                               | 39° 56′ 03″ N, 4° 08′ 23″ E / 39.934154°N,4.139721°E | RI-51-0008307 | Cases Consistorials d'Alaior · Vegeu més fotos d'aquest monument · Carregueu una nova foto d'aquest monument                          |
| Església parroquial de Santa Eulàlia                 | BIC: ALA-A03 Ed. religiosos             | Alaior                                               | 39° 56′ 06″ N, 4° 08′ 21″ E / 39.935016°N,4.139091°E | RI-51-0008540 | Església parroquial de Santa Eulàlia (Alaior) · Vegeu més fotos d'aquest monument · Carregueu una nova foto d'aquest monument         |
| Edificació fortificada de Llucalari Nou              | BIC: LLU-A01 Arq. defensiva             | Alaior Llucalari Nou                                 | 39° 54′ 01″ N, 4° 05′ 34″ E / 39.900324°N,4.092779°E | RI-51-0008539 | Carregueu una nova foto d'aquest monument                                                                                             |
| Torre de So na Caçana                                | BIC: SNC-A01 Arq. defensiva             | Alaior So na Caçana                                  | 39° 53′ 07″ N, 4° 09′ 43″ E / 39.885235°N,4.162066°E | RI-51-0008536 | Torre de So na Caçana (Alaior) · Vegeu més fotos d'aquest monument · Carregueu una nova foto d'aquest monument                        |
| Edificació fortificada de Torre d'en Galmés          | BIC: TGA-A01 Arq. defensiva             | Alaior Torre d'en Galmés                             | 39° 54′ 12″ N, 4° 07′ 01″ E / 39.903292°N,4.117041°E | RI-51-0008535 | Carregueu una nova foto d'aquest monument                                                                                             |
| Talaia de Binissagarra                               | BIC: TNO-A01 Arq. defensiva             | Alaior Torre Nova, Binissagarra                      | 39° 52′ 18″ N, 4° 06′ 57″ E / 39.871591°N,4.115708°E | RI-51-0008533 | Talaia de Binissagarra (Alaior) · Carregueu una nova foto d'aquest monument                                                           |
| Edificació fortificada de Torre Nova                 | BIC: TNO-A02 Arq. defensiva             | Alaior Torre Nova                                    | 39° 52′ 23″ N, 4° 07′ 06″ E / 39.872918°N,4.118244°E | RI-51-0008538 | Carregueu una nova foto d'aquest monument                                                                                             |
| Edificació fortificada de Torre Vella                | BIC: TVE-A01 Arq. defensiva             | Alaior Torrevella d'Avall                            | 39° 53′ 32″ N, 4° 06′ 15″ E / 39.892244°N,4.104113°E | RI-51-0008537 | Torre Vella (Alaior) · Vegeu més fotos d'aquest monument · Carregueu una nova foto d'aquest monument                                  |
| Pedrera de Santa Ponça                               | BIC: STP-E01 Etnològic                  | Alaior Santa Ponça                                   | 39° 55′ 53″ N, 4° 07′ 23″ E / 39.931434°N,4.122999°E | RI-51-0010486 | Pedrera de Santa Ponça (Alaior) · Vegeu més fotos d'aquest monument · Carregueu una nova foto d'aquest monument                       |
| Necròpolis de Cales Coves                            | BIC: CCO-01 Zona arqueològica visitable | Alaior Cales Coves                                   | 39° 51′ 52″ N, 4° 08′ 46″ E / 39.864508°N,4.146244°E | RI-51-0003150 | Necròpolis de Cales Coves (Alaior) · Vegeu més fotos d'aquest monument · Carregueu una nova foto d'aquest monument                    |
| Assentament i necròpolis de So na Caçana             | BIC: SNC-01 Zona arqueològica visitable | Alaior So na Caçana                                  | 39° 53′ 08″ N, 4° 09′ 38″ E / 39.885483°N,4.160658°E | RI-51-0003208 | Assentament de So na Caçana (Alaior) · Vegeu més fotos d'aquest monument · Carregueu una nova foto d'aquest monument                  |
| Poblat i necròpolis de Sant Vicenç d'Alcaidús        | BIC: SVA-01 Zona arqueològica visitable | Alaior Sant Vicenç d'Alcaidús                        | 39° 54′ 14″ N, 4° 12′ 11″ E / 39.903856°N,4.203172°E | RI-51-0003207 | Poblat de Sant Vicenç d'Alcaidús (Alaior) · Carregueu una nova foto d'aquest monument                                                 |
| Poblat i hipogeus de Torre d'en Galmés               | BIC: TGA-01 Zona arqueològica visitable | Alaior Torre d'en Galmés, ses Talaies                | 39° 54′ 10″ N, 4° 06′ 52″ E / 39.902713°N,4.114400°E | RI-55-0000686 | Poblat de Torre d'en Galmés (Alaior) · Vegeu més fotos d'aquest monument · Carregueu una nova foto d'aquest monument                  |
| Poblat i necròpolis de Torralba                      | BIC: TOR-01 Zona arqueològica visitable | Alaior Torralba d'en Salort                          | 39° 54′ 45″ N, 4° 09′ 47″ E / 39.912378°N,4.163163°E | RI-51-0003227 | Poblat de Torralba (Alaior) · Vegeu més fotos d'aquest monument · Carregueu una nova foto d'aquest monument                           |
| Cova d'Alcaidús                                      | BIC: ALC-02 Monument prehistòric        | Alaior Alcaidús                                      | 39° 54′ 05″ N, 4° 11′ 26″ E / 39.901254°N,4.190528°E | ALC-02        | Carregueu una nova foto d'aquest monument                                                                                             |
| Sepulcre megalític d'Alcaidús d'en Fàbregues         | BIC: ALF-01 Monument prehistòric        | Alaior Alcaidús d'en Fàbregues, sementer de Montpler | 39° 53′ 44″ N, 4° 11′ 17″ E / 39.895603°N,4.188091°E | RI-51-0003113 | Sepulcre megalític d'Alcaidús d'en Fàbregues (Alaior) · Vegeu més fotos d'aquest monument · Carregueu una nova foto d'aquest monument |
| Necròpolis d'Alcaidusset                             | BIC: ALS-01 Monument prehistòric        | Alaior Alcaidusset                                   | 39° 54′ 39″ N, 4° 12′ 08″ E / 39.910727°N,4.202333°E | RI-51-0003114 | Carregueu una nova foto d'aquest monument                                                                                             |
| Hipogeu de Binialmaia                                | BIC: BAL-02 Monument prehistòric        | Alaior Binialmaia                                    | 39° 54′ 06″ N, 4° 10′ 05″ E / 39.901531°N,4.168033°E | BAL-02        | Carregueu una nova foto d'aquest monument                                                                                             |
| Hipogeu des Bec Nou                                  | BIC: BEN-01 Monument prehistòric        | Alaior Es Bec Nou                                    | 39° 56′ 52″ N, 4° 04′ 57″ E / 39.947862°N,4.082407°E | BEN-01        | Carregueu una nova foto d'aquest monument                                                                                             |
| Hipogeu i restes des Bec Vell                        | BIC: BEV-01 Monument prehistòric        | Alaior Es Bec Vell                                   | 39° 56′ 41″ N, 4° 04′ 30″ E / 39.944855°N,4.075095°E | BEV-01        | Carregueu una nova foto d'aquest monument                                                                                             |
| Hipogeu de Biniguarda Vell / tanca de sa Cova        | BIC: BGU-03 Monument prehistòric        | Alaior Biniguarda Vell, tanca de sa Cova             | 39° 56′ 39″ N, 4° 07′ 19″ E / 39.944058°N,4.121918°E | RI-51-0003143 | Carregueu una nova foto d'aquest monument                                                                                             |
| Hipogeu de Biniguarda Vell                           | BIC: BGU-05 Monument prehistòric        | Alaior Biniguarda Vell                               | 39° 56′ 40″ N, 4° 07′ 09″ E / 39.944445°N,4.119115°E | BGU-05        | Carregueu una nova foto d'aquest monument                                                                                             |
| Cova del Gegant                                      | BIC: BIB-03 Monument prehistòric        | Alaior Biniedrís de Baix                             | 39° 52′ 36″ N, 4° 09′ 00″ E / 39.876662°N,4.149936°E | RI-51-0003129 | Carregueu una nova foto d'aquest monument                                                                                             |
| Cova de Biniedrís de Baix                            | BIC: BIB-04 Monument prehistòric        | Alaior Biniedrís de Baix                             | 39° 52′ 33″ N, 4° 08′ 54″ E / 39.875838°N,4.14843°E  | BIB-04        | Carregueu una nova foto d'aquest monument                                                                                             |
| Cova de Biniedrís de Baix                            | BIC: BIB-05 Monument prehistòric        | Alaior Biniedrís de Baix                             | 39° 52′ 32″ N, 4° 08′ 49″ E / 39.875525°N,4.147058°E | BIB-05        | Carregueu una nova foto d'aquest monument                                                                                             |
| Talaiot de Biniedrís                                 | BIC: BIN-01 Monument prehistòric        | Alaior Biniedrís de Dalt, tanca de Davant ses Cases  | 39° 52′ 41″ N, 4° 09′ 46″ E / 39.877976°N,4.162704°E | RI-51-0003127 | Carregueu una nova foto d'aquest monument                                                                                             |
| Naveta occidental de Biniac-Argentina                | BIC: BNA-01 Monument prehistòric        | Alaior Biniac, Argentina                             | 39° 55′ 09″ N, 4° 10′ 21″ E / 39.919231°N,4.172528°E | RI-51-0003123 | Naveta occidental de Biniac-Argentina (Alaior) · Vegeu més fotos d'aquest monument · Carregueu una nova foto d'aquest monument        |
| Naveta oriental de Biniac-Argentina                  | BIC: BNA-02 Monument prehistòric        | Alaior Biniac, Argentina                             | 39° 54′ 54″ N, 4° 10′ 43″ E / 39.915071°N,4.178541°E | RI-51-0003121 | Naveta oriental de Biniac-Argentina (Alaior) · Vegeu més fotos d'aquest monument · Carregueu una nova foto d'aquest monument          |
| Pedrera de Biniac                                    | BIC: BNA-04 Monument prehistòric        | Alaior Biniac, Argentina                             |                                                      | RI-51-0003122 | Carregueu una nova foto d'aquest monument                                                                                             |
| Hipogeu des Borrassos Vell                           | BIC: BRV-01 Monument prehistòric        | Alaior Es Borrassos Vell                             | 39° 55′ 35″ N, 4° 09′ 27″ E / 39.926424°N,4.157369°E | BRV-01        | Carregueu una nova foto d'aquest monument                                                                                             |
| Naveta de Cotaina de Can Rabassó                     | BIC: CCR-01 Monument prehistòric        | Alaior Cotaina de Can Rabassó                        | 39° 53′ 06″ N, 4° 10′ 32″ E / 39.88503°N,4.175661°E  | CCR-01        | Carregueu una nova foto d'aquest monument                                                                                             |
| Coves de Cala en Porter                              | BIC: CLP-03 Monument prehistòric        | Alaior Cala en Porter                                | 39° 52′ 30″ N, 4° 07′ 56″ E / 39.874891°N,4.132306°E | CLP-03        | Carregueu una nova foto d'aquest monument                                                                                             |
| Balma de Cala en Porter                              | BIC: CLP-05 Monument prehistòric        | Alaior Cala en Porter                                | 39° 52′ 28″ N, 4° 07′ 50″ E / 39.874315°N,4.130675°E | CLP-05        | Carregueu una nova foto d'aquest monument                                                                                             |
| Hipogeus de Cala en Porter                           | BIC: CLP-07 Monument prehistòric        | Alaior Cala en Porter, es Barranc                    | 39° 52′ 34″ N, 4° 07′ 33″ E / 39.876225°N,4.125837°E | CLP-07        | Carregueu una nova foto d'aquest monument                                                                                             |
| Balma de Cala en Porter / es Barranc                 | BIC: CLP-08 Monument prehistòric        | Alaior Cala en Porter, es Barranc                    | 39° 52′ 35″ N, 4° 07′ 32″ E / 39.876254°N,4.125564°E | CLP-08        | Carregueu una nova foto d'aquest monument                                                                                             |
| Balma de Cala en Porter / es Barranc                 | BIC: CLP-09 Monument prehistòric        | Alaior Cala en Porter                                | 39° 52′ 37″ N, 4° 07′ 33″ E / 39.876933°N,4.125757°E | CLP-09        | Carregueu una nova foto d'aquest monument                                                                                             |
| Hipogeu de Daia Nou                                  | BIC: DEN-02 Monument prehistòric        | Alaior Daia Nou                                      | 39° 55′ 31″ N, 4° 03′ 42″ E / 39.925181°N,4.061678°E | DEN-02        | Carregueu una nova foto d'aquest monument                                                                                             |
| Hipogeu de Daia Nou / Barranc                        | BIC: DEN-04 Monument prehistòric        | Alaior Daia Nou                                      |                                                      | DEN-04        | Carregueu una nova foto d'aquest monument                                                                                             |
| Cova de Lloc Nou                                     | BIC: LLN-03 Monument prehistòric        | Alaior Lloc Nou                                      | 39° 52′ 00″ N, 4° 09′ 16″ E / 39.866797°N,4.154448°E | LLN-03        | Carregueu una nova foto d'aquest monument                                                                                             |
| Cova del barranc de Lloc Nou                         | BIC: LLN-04 Monument prehistòric        | Alaior Lloc Nou                                      | 39° 52′ 02″ N, 4° 09′ 06″ E / 39.867095°N,4.151647°E | RI-51-0003176 | Carregueu una nova foto d'aquest monument                                                                                             |
| Balma del barranc de Lloc Nou                        | BIC: LLN-05 Monument prehistòric        | Alaior Lloc Nou                                      | 39° 51′ 57″ N, 4° 09′ 10″ E / 39.865743°N,4.15283°E  | LLN-05        | Carregueu una nova foto d'aquest monument                                                                                             |
| Naveta meridional de Rafal Rubí                      | BIC: RRU-01 Monument prehistòric        | Alaior Rafal Rubí Nou                                | 39° 54′ 27″ N, 4° 11′ 23″ E / 39.90737°N,4.18983°E   | RI-51-0003196 | Naveta meridional de Rafal Rubí (Alaior) · Vegeu més fotos d'aquest monument · Carregueu una nova foto d'aquest monument              |
| Naveta septentrional de Rafal Rubí                   | BIC: RRU-01 Monument prehistòric        | Alaior Rafal Rubí Nou                                | 39° 54′ 29″ N, 4° 11′ 23″ E / 39.908173°N,4.189786°E | RI-51-0003197 | Naveta septentrional de Rafal Rubí (Alaior) · Vegeu més fotos d'aquest monument · Carregueu una nova foto d'aquest monument           |
| Hipogeus de sa Mola                                  | BIC: SAM-02 Monument prehistòric        | Alaior Sa Mola                                       |                                                      | SAM-02        | Carregueu una nova foto d'aquest monument                                                                                             |
| Coves de sa Mola                                     | BIC: SAM-03 Monument prehistòric        | Alaior Sa Mola                                       | 39° 55′ 34″ N, 4° 07′ 29″ E / 39.926062°N,4.124762°E | SAM-03        | Carregueu una nova foto d'aquest monument                                                                                             |
| Hipogeu de sa Mola                                   | BIC: SAM-04 Monument prehistòric        | Alaior Sa Mola                                       | 39° 55′ 37″ N, 4° 07′ 13″ E / 39.92689°N,4.12035°E   | SAM-04        | Carregueu una nova foto d'aquest monument                                                                                             |
| Hipogeu de sa Mola                                   | BIC: SAM-05 Monument prehistòric        | Alaior Sa Mola                                       | 39° 55′ 37″ N, 4° 07′ 13″ E / 39.926885°N,4.120354°E | SAM-05        | Carregueu una nova foto d'aquest monument                                                                                             |
| Hipogeu de sa Mola                                   | BIC: SAM-08 Monument prehistòric        | Alaior Sa Mola                                       | 39° 55′ 39″ N, 4° 07′ 38″ E / 39.927516°N,4.127305°E | SAM-08        | Carregueu una nova foto d'aquest monument                                                                                             |
| Basílica paleocristiana de Son Bou                   | BIC: SBO-03 Monument prehistòric        | Alaior Son Bou, s'Estància                           | 39° 53′ 46″ N, 4° 04′ 44″ E / 39.896175°N,4.078910°E | RI-51-0001280 | Basílica paleocristiana de Son Bou (Alaior) · Vegeu més fotos d'aquest monument · Carregueu una nova foto d'aquest monument           |
| Hipogeu de Son Bou                                   | BIC: SBO-04 Monument prehistòric        | Alaior Son Bou                                       | 39° 54′ 00″ N, 4° 04′ 46″ E / 39.900127°N,4.079554°E | SBO-04        | Hipogeu de Son Bou (Alaior) · Vegeu més fotos d'aquest monument · Carregueu una nova foto d'aquest monument                           |
| Hipogeu de Son Domingo                               | BIC: SDG-02 Monument prehistòric        | Alaior Son Domingo, es Barranc                       | 39° 52′ 41″ N, 4° 08′ 36″ E / 39.878033°N,4.143410°E | RI-51-0003201 | Carregueu una nova foto d'aquest monument                                                                                             |
| Cova de Son Domingo                                  | BIC: SDG-07 Monument prehistòric        | Alaior Son Domingo, es Barranc                       | 39° 52′ 34″ N, 4° 08′ 32″ E / 39.876017°N,4.142324°E | SDG-07        | Carregueu una nova foto d'aquest monument                                                                                             |
| Hipogeu de sa Sínia                                  | BIC: SIN-01 Monument prehistòric        | Alaior Sa Sínia                                      | 39° 56′ 12″ N, 4° 08′ 48″ E / 39.936613°N,4.146534°E | SIN-01        | Carregueu una nova foto d'aquest monument                                                                                             |
| Sepulcre megalític de Roques Llises                  | BIC: TGA-02 Monument prehistòric        | Alaior Torre d'en Galmés                             | 39° 53′ 51″ N, 4° 06′ 45″ E / 39.897406°N,4.112595°E | RI-51-0003571 | Sepulcre megalític de Roques Llises (Alaior) · Vegeu més fotos d'aquest monument · Carregueu una nova foto d'aquest monument          |
| Pou prehistòric de Torralba                          | BIC: TOR-02 Monument prehistòric        | Alaior Torralba d'en Salord, na Patarrà              | 39° 54′ 44″ N, 4° 09′ 48″ E / 39.912131°N,4.163274°E | RI-51-0003230 | Carregueu una nova foto d'aquest monument                                                                                             |
| Cova de Torre-solí Vell                              | BIC: TSV-02 Monument prehistòric        | Alaior Torre-solí Vell                               | 39° 54′ 59″ N, 4° 05′ 14″ E / 39.916509°N,4.087277°E | TSV-02        | Carregueu una nova foto d'aquest monument                                                                                             |
| Hipogeu de sa Torre Vella                            | BIC: TVE-06 Monument prehistòric        | Alaior Torrevella                                    | 39° 53′ 27″ N, 4° 06′ 11″ E / 39.890896°N,4.102963°E | TVE-06        | Carregueu una nova foto d'aquest monument                                                                                             |